# Richard March Hoe

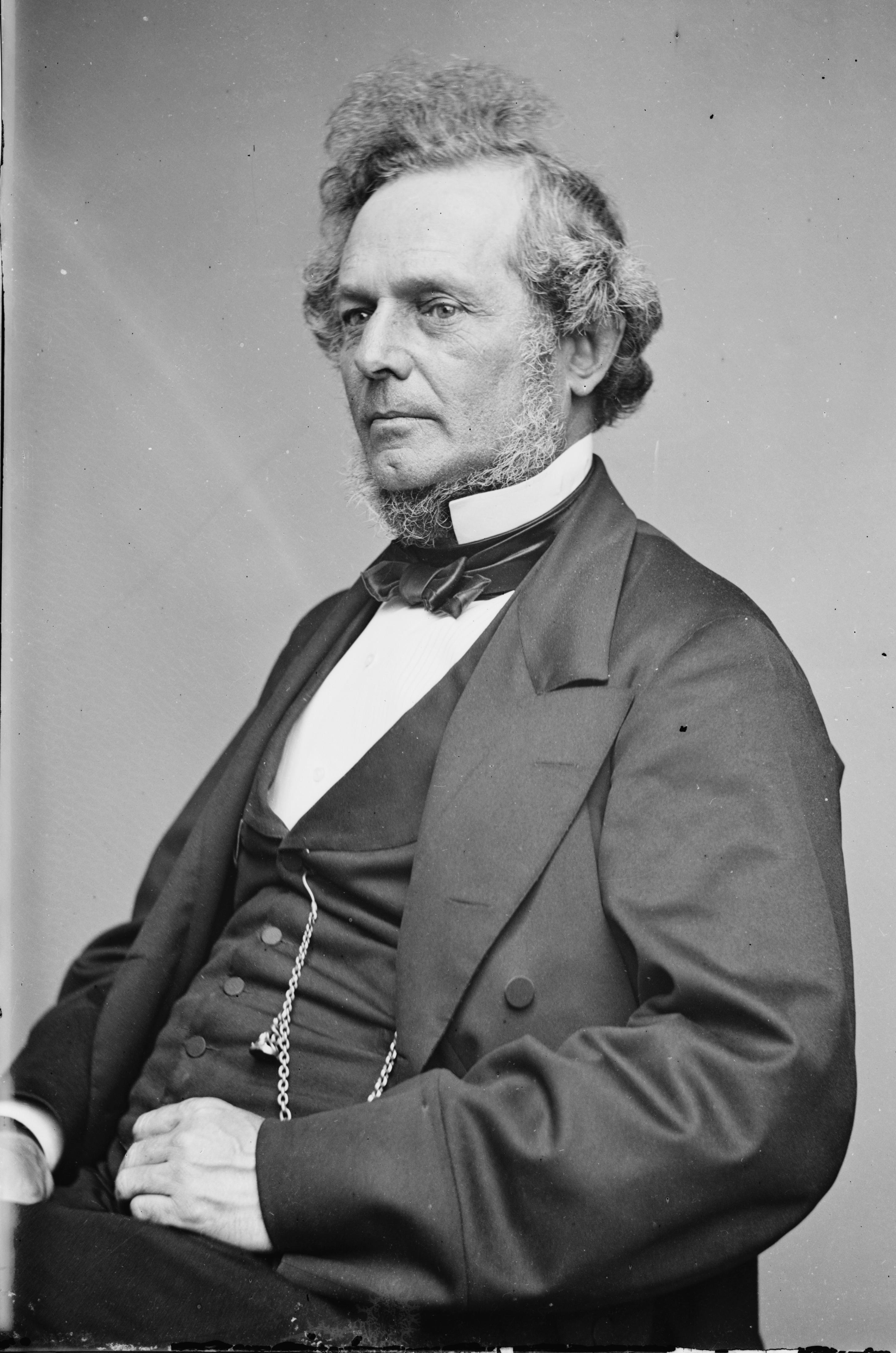
Richard March Hoe

Richard March Hoe (ur. 12 września 1812, zm. 7 czerwca 1886) – amerykański wynalazca i przemysłowiec. W 1846 skonstruował rotacyjną prasę drukarską, która pozwalała na druk ok. 20.000 egzemplarzy gazety na godzinę. Wymagała ona jednak podawania pojedynczych arkuszy papieru. W 1871 Hoe zaprezentował model prasy zaopatrującej się automatycznie w papier z roli.